# Filipówka (Zbydniów)
Filipówka – część wsi Zbydniów w Polsce położona w województwie małopolskim, w powiecie bocheńskim, w gminie Łapanów.
W latach 1975–1998 Filipówka  należała administracyjnie do województwa tarnowskiego.